# Kurtuman
Kurtuman (arab. قرطمان) – miejscowość w Syrii, w muhafazie Hama. W 2004 roku liczyła 1467 mieszkańców.